# Mary Ryan
Mary Ryan (Brooklyn, 11 november 1885 – Cranford, 2 oktober 1948) was een Amerikaanse toneel- en filmactrice uit het tijdperk van de stomme film.

## Biografie
Ryan werd geboren op 11 november 1885 in (Brooklyn (New York). Ze begon als kind met acteren en was in het eerste decennium van de twintigste eeuw populair voor haar vertolkingen van jonge, onschuldige en aantrekkelijke personages. Later maakte ze meer dan 30 stomme films. Ze verscheen in het succesvolle toneelstuk Brewster's Millions (1906) met Edward Abeles in de hoofdrol. Ze was de tegenspeelster van John Barrymore bij zijn doorbraak op Broadway in The Fortune Hunter (1909). In 1912 tekende ze bij de in Philadelphia gevestigde Lubin Manufacturing Company om in hun korte films te spelen.
Ryan was getrouwd met toneelregisseur Sam Forrest van 1908 tot zijn dood in 1944. Ze stierf op 2 oktober 1948, om onbekende redenen, op 62-jarige leeftijd.

## Filmografie
- The Sheriff's Prisoner (1912) (kortfilm)
- The Uprising (1912) (kortfilm)
- The Family Next Door (1912) (kortfilm)
- The Way of the Mountains (1912) (kortfilm)
- Chief White Eagle (1912) (kortfilm)
- His Western Way (1912) (kortfilm)
- The Blind Cattle King (1912) (kortfilm)
- The Power of Silence (1912) (kortfilm)
- His Blind Power (1913)
- Courageous Blood (1913) (kortfilm)
- Who is the Savage? (1913) (kortfilm)
- The Unknown (1913) (kortfilm)
- An Adventure on the Mexican Border (1913) (kortfilm)
- In the Land of the Cactus (1913) (kortfilm)
- Pedro's Treachery (1913) (kortfilm)
- A Girl Spy in Mexico (1913) (kortfilm)
- The Penalty of Jealousy (1913) (kortfilm)
- The Accusing Hand (1913) (kortfilm)
- The Weaker Mind (1913) (kortfilm)
- A Dash For Liberty (1913) (kortfilm)
- The Fatal Scar (1913) (kortfilm)
- The Reformed Outlaw (1913) (kortfilm)
- The Clod (1913) (kortfilm)
- The Higher Law (1913) (kortfilm)
- The Evil Eye (1913) (kortfilm)
- The Rattlesnake (1913) (kortfilm)
- Hiawanda's Cross (1913) (kortfilm)
- The Circle's End (1914) (kortfilm)
- The Man from the West (1914) (kortfilm)
- Stop Thief! (1915)
- Home-Keeping Hearts (1921)